# Ной-Козенов
Ной-Козенов (нем. Neu Kosenow) — община в Германии, в земле Мекленбург-Передняя Померания.
Входит в состав района Восточная Передняя Померания. Подчиняется управлению Анклам-Ланд.  Население составляет 585 человек (на 31 декабря 2010 года). Занимает площадь 24,89 км².
Коммуна подразделяется на 4 сельских округа.